# Lotus Eletre
Lotus Eletre är en elbil som den brittiska biltillverkaren Lotus presenterade i mars 2022.
Eletre är Geely-ägda Lotus första SUV. Det är den första modellen på Lotus nya plattform för elbilar. Bilen kommer att byggas i Kina och priset uppges starta på £100 000.